# Siam Park (Tenerife)
Siam Park è un parco acquatico a Costa Adeje, un paese costiero di Tenerife, (Isole Canarie). Il Siam Park ha un tema siamese (tailandese). Il parco è stato aperto dalla principessa della Thailandia Maha Chakri Sirindhorn.
Il parco è gestito dal Loro Parque, il cui proprietario è Wolfgang Kiessling e suo figlio Christoph. È prevista la costruzione di un secondo parco nella vicina isola di Gran Canaria.

## Storia
La costruzione del Siam Park è iniziata nel 2004 ed è costata 52 milioni di euro (58,7 milioni di dollari). Originariamente previsto per l'apertura nel maggio 2007, il parco ha subito problemi di costruzione ed è stato aperto al pubblico sono nel 17 settembre 2008. Originariamente erano previste anche delle montagne russe, ma ciò avrebbe ritardato ulteriormente l’apertura del parco e il progetto andò in fumo.
Il Siam Park presenta temi tailandesi in tutte le sue giostre, negli edifici del parco e nei ristoranti.
I 25 edifici del parco costituiscono il più grande insieme di edifici a tema tailandese fuori dalla Thailandia. Il progettista del parco era Christoph Kiessling.

## Attrazioni
- Vulcano: uno scivolo ProSlide BehemothBowl 60 per quattro persone con uno spettacolo di laser all'interno di una grande struttura a forma di “ciotola”. È l’unico scivolo per quattro persone di tutto il parco
- The Dragon: un ProSlide Tornado 60 con Una lunghezza di 20 metri.
- Wave Palace: una piscina a onde prodotta da Murphys Waves Ltd in Scozia con una spiaggia artificiale di sabbia bianca. Con3,3 m di altezza, le sue onde sono le più alte di qualsiasi piscina a onde del mondo. La scuola di surf del parco da lezioni di surf al Wave Palace.
- Naga Racer: uno scivolo con tappetino ProSlide ProRacer a sei corsie.
- Il Gigante: due ProSlide CannonBowl 40, uno che si muove in senso orario e uno che si muove in senso antiorario a seconda che tu sia in coppia o singolo.
- Tower of Power: uno scivolo a caduta libera ProSlide verticale e trasparente che porta le persone attraverso un'area con squali, razze e pesci.
- Fiume Mai Thai: il fiume lento più lungo del mondo,[6] che ha anche la più alta elevazione di qualsiasi fiume lento con 8 metri. Il fiume offre ai partecipanti la possibilità alla fine di deviare su un ascensore che conduce a uno scivolo, che passa attraverso ad una piscina di squali.
- Jungle Snakes: quattro scivoli tortuosi ProSlide PipeLine che seguono il terreno del parco. Si chiamano: Cobra, Boa, Viper e Python. Due sono slitte PipeLine standard e gli altri due sono Turbo PipeLine.
- Lost City: una struttura ludica per bambini con 120 giochi.
- Mekong Rapids: un giro in zattera per famiglie ProSlide Mammoth per 4 persone sulle rapide di un fiume.
- Kinnaree: un ProSlide Tornado24 di 200 metri che entra in un TornadoWave 60 aperto nel 2012.
- Singha: un ibrido ProSlide del 2015 di RocketBlast e FlyingSaucer 45 che manda le persone verso l'alto e raggiunge la velocità di 18 metri al secondo. Questo scivolo è stato realizzato in collaborazione con il marchio di birra tailandese Singha, infatti è presente il suo logo intorno allo scivolo.
- Patong Rapids: questo giro in una zattera per famiglie è stato inaugurato nel 2018 ed è situato vicino alle rapide del Mekong. Si tratta della prima versione al mondo di un ProSlide Mammoth dotato della doppia funzione FlyingSaucer 45.
- Piscina a onde Coco Beach: completata nel novembre 2018, la piscina a onde con acque poco profonde è stata recentemente installata da Murphys Waves Ltd ed è stata progettata appositamente per i bambini e i membri più giovani della famiglia.

## Informazioni tecniche
Il parco è costruito su una collina, il che consente agli scivoli di seguire il terreno del parco in modo simile alle montagne russe. Pertanto, mancano della struttura di supporto prominente presente nella maggior parte degli scivoli acquatici. L'acqua del parco è riscaldata a 25 C°. Kiessling definisce il Siam Park il "primo parco acquatico all'aperto con aria condizionata al mondo".
Per conservare l'acqua dell'isola, il Siam Park dispone di un impianto di desalinizzazione, che desalinizza 700 metri cubi di acqua di mare al giorno. Dopo che l'acqua è stata utilizzata nelle giostre, il parco ricicla l'acqua utilizzandola per innaffiare le piante del parco. Inoltre, il Siam Park possiede il primo impianto gas naturale delle Isole Canarie.

## Record
- Vincitore dei premi Travellers' Choice Tripadvisor : il miglior parco acquatico del mondo: 2014, 2015, 2016, 2017, 2018, 2019, 2020, 2021, 2022.[6]
- Vincitore dei premi Travellers' Choice Tripadvisor : il miglior parco divertimenti del mondo: 2023.[7]